# Hala Arena
Hala Arena je dvorana u Poznańu, Poljska. Glavna namjena joj je održavanje natjecanja vezana uz odbojku. Hala Arena otvorena je 1974. godine i ima 4 200 sjedećih mjesta. 
Ova dvorana bila je domaćin skupine A na EuroBasketu 2009.